# Hennes Junkermann
Hans „Hennes“ Junkermann (* 6. Mai 1934 in St. Tönis; † 11. April 2022 in Krefeld) war ein deutscher Radrennfahrer. Er war Berufsfahrer von 1955 bis 1973. Zweimal – 1959 und 1962 – gewann er die Tour de Suisse. Gemeinsam mit Rudi Altig, Karl-Heinz Kunde und Rolf Wolfshohl prägte er in den 1960er Jahren den deutschen Profiradsport.

## Sportliche Laufbahn
Bevor Hennes Junkermann zum Radsport kam, spielte er Fußball auf der Position des Verteidigers, „eine Rolle, die er auch auf dem Rad fortzusetzen schien. Denn Angriffsfreude und Risikobereitschaft gehörten wahrlich nicht zu seinen hervorstechendsten Eigenschaften“. Er galt als „Schattenmann“, den die fehlende Bereitschaft, einmal selbst das Heft in die Hand zu nehmen, manche Spitzenpositionierung gekostet habe.
1954 siegte er in dem traditionsreichen Eintagesrennen Rund um Düren. Bei der Straßenweltmeisterschaft 1954 auf dem Klingenring in Solingen belegte Junkermann Platz zehn im Straßenrennen der Amateure (1953 wurde er 32. im Weltmeisterschaftsrennen). Daraufhin gab es Versuche von DDR-Funktionären, ihn (wie auch Horst Tüller und Emil Reinecke, die das Angebot – zeitweilig – annahmen) für die DDR abzuwerben. Da er jedoch unbedingt Profi werden wollte, blieb er im Westen.
Im Jahr darauf wurde Junkermann Berufsfahrer. In den folgenden 18 Jahren fuhr er in verschiedenen Profi-Rennställen gemeinsam mit einer Reihe anderer Radsportgrößen wie Rik Van Looy, Charly Gaul, Federico Bahamontes und Rudi Altig.
1955 siegte er im Großen Preis Veith. 1956 wurde Hennes Junkermann Fünfter der Tour de Suisse. 1957 gewann er das renommierte Rennen Meisterschaft von Zürich; wenige Wochen später belegte er in der Gesamtwertung der Tour de Suisse Rang fünf, 1958 wurde er Zweiter. 1959 sowie 1962 entschied er diese Rundfahrt für sich. Insgesamt startete er zehnmal bei der Schweizer Tour, 1970 zum letzten Mal, als er den zehnten Platz erreichte. 1964 siegte er im Straßenpreis von Duisburg, einem der wenigen damals ausgetragenen Profirennen in Deutschland. 1967 gewann er die Internationale Kriteriumsmeisterschaft von Deutschland.
Achtmal ging Junkermann bei der Tour de France an den Start und platzierte sich viermal unter den Top Ten in der Gesamtwertung. Seine beste Platzierung war Rang vier im Jahre 1960.
Bei der Tour de France 1962 musste Junkermann – wie weitere 13 Fahrer – wegen einer vermeintlichen Fischvergiftung aufgeben. In Erinnerung bleibt sein Ausspruch: „Hätt isch misch doch dä Fisch nit jejesse.“ 2013 vertrat er in einem Interview die Ansicht, dass es sich dabei um „Sabotage“ gehandelt habe. „Die wollten nicht, dass ein kleiner Deutscher die Tour gewinnt.“ Die damaligen Folgen waren, dass Hoteliers aus Luchon damit drohten, den Tour-Tross nie mehr zu empfangen, sollten die Gerüchte um das Essen nicht richtiggestellt werden. Tour-Direktor Jacques Goddet unterstellte daraufhin diesen Fahrern in der L’Équipe Doping, konnte aber keine Beweise dafür vorlegen. Dagegen wiederum protestierten tags darauf die Sportlichen Leiter.
Bei seiner Teilnahme an der Tour de France 1972 erhielt Junkermann nach einer auf Ephedrin positiven Dopingprobe eine zehnminütige Zeitstrafe, anschließend gab er wegen einer bronchialen Entzündung auf.

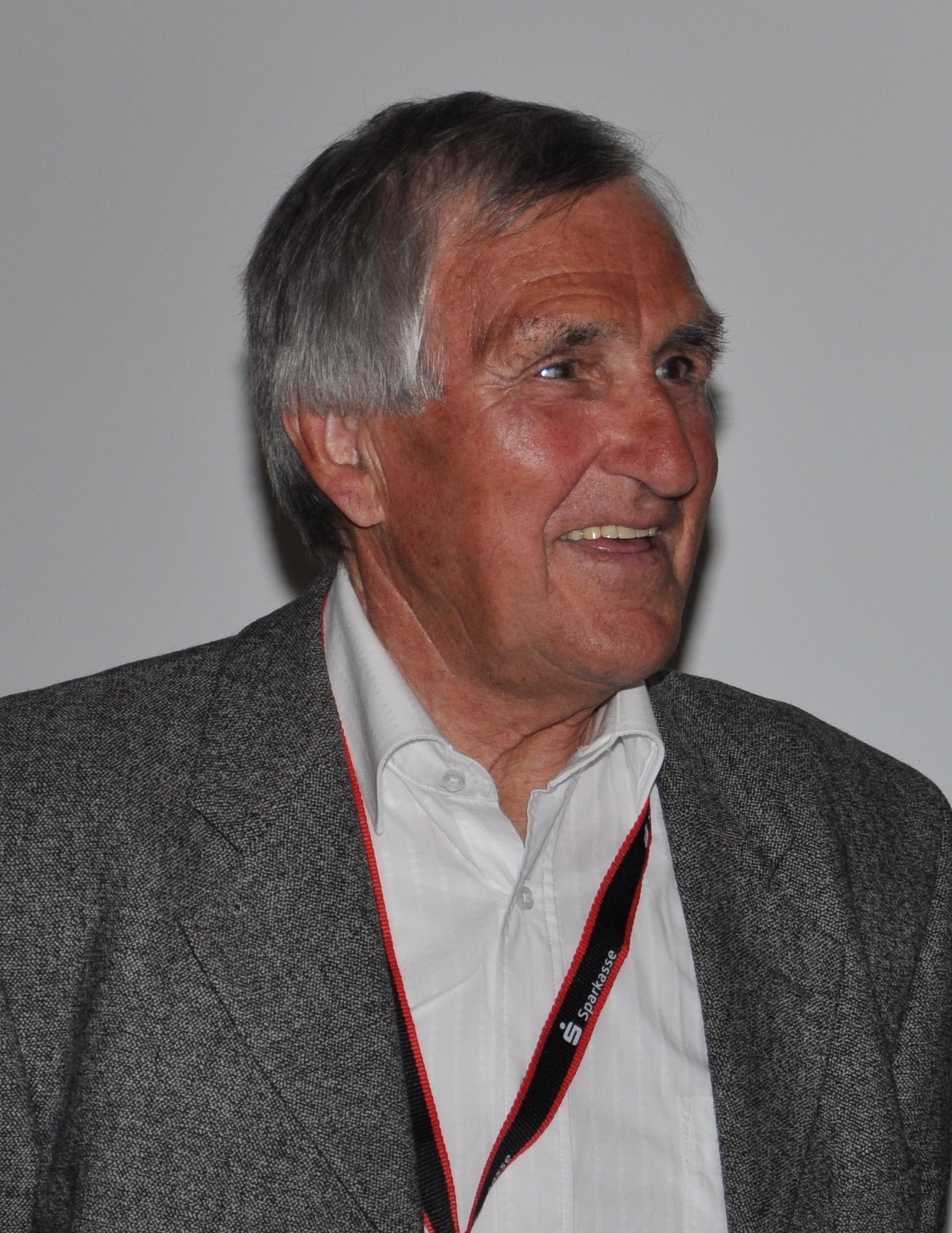
Junkermann im Jahre 2010

Auch auf der Bahn war Hennes Junkermann erfolgreich: Er startete bei 96 Sechstagerennen, von denen er neun gewann, die meisten gemeinsam mit Rudi Altig. Zusammen mit Altig wurde er 1965 auch Europameister im Zweier-Mannschaftsfahren, 1970 errang er den europäischen Titel im Dernyrennen.
Im Laufe seiner Radsportlaufbahn startete Hennes Junkermann bei 19 UCI-Straßen-Weltmeisterschaften und errang zudem 15 deutsche Meistertitel auf Bahn und Straße.

## Nach dem Radsport
Nach Beendigung seiner Profilaufbahn im Mai 1973 arbeitete Hennes Junkermann als Trainer und Teamleiter des RC Olympia Dortmund und des RSV City Neuwied und hatte zeitweise auch spätere Radprofis wie Erik Zabel und Rolf Aldag in seinem Team. Junkermann lebte in Krefeld. 2019 feierte er seinen 85. Geburtstag bei guter Gesundheit und fuhr weiterhin täglich Rad. In den letzten beiden Lebensjahren verschlechterte sich sein Gesundheitszustand. Er starb am 11. April 2022.

## Erfolge (Auswahl)
| 1957 - Meisterschaft von Zürich 1958 - eine Etappe Tour de Suisse 1959 - Gesamtwertung und eine Etappe Tour de Suisse - Deutscher Meister – Straßenrennen 1961 - Deutscher Meister – Straßenrennen 1962 - Gesamtwertung und zwei Etappen Tour de Suisse - eine Etappe Critérium du Dauphiné Libéré 1963 - Rund um den Henninger-Turm | 1958 - Deutscher Meister – Einerverfolgung 1960 - Sechstagerennen Köln (mit Klaus Bugdahl) - Sechstagerennen von Münster (mit Fritz Pfenninger) - Sechstagerennen Dortmund (mit Klaus Bugdahl) - Deutscher Meister – Zweier-Mannschaftsfahren (mit Klaus Bugdahl) 1961 - Europameisterschaft – Zweier-Mannschaftsfahren (mit Rudi Altig) - Deutscher Meister – Zweier-Mannschaftsfahren (mit Rudi Altig) 1962 - Berliner Sechstagerennen (mit Rudi Altig) - Sechstagerennen in Münster (mit Rudi Altig) - Deutscher Meister – Zweier-Mannschaftsfahren (mit Rudi Altig) 1963 - Sechstagerennen in Essen (mit Rudi Altig) 1964 - Sechstagerennen in Essen (mit Rudi Altig) - Sechstagerennen in Frankfurt (mit Rudi Altig) - Sechstagerennen Köln (mit Peter Post) - Deutscher Meister – Zweier-Mannschaftsfahren (mit Rudi Altig) 1965 - Europameister – Zweier-Mannschaftsfahren (mit Rudi Altig) - Deutscher Meister – Zweier-Mannschaftsfahren (mit Horst Oldenburg) 1969 - Europameister – Steherrennen 1972 - Derny-Europameisterschaft |

## Grand-Tour-Platzierungen
| Grand Tour            | 1958 | 1959 | 1960 | 1961 | 1962 | 1963 | 1964 | 1965 | 1966 | 1967 | 1968 | 1969 | 1970 | 1971 | 1972 |
| --------------------- | ---- | ---- | ---- | ---- | ---- | ---- | ---- | ---- | ---- | ---- | ---- | ---- | ---- | ---- | ---- |
| Vuelta a EspañaVuelta | –    | –    | –    | –    | –    | 9    | –    | 7    | –    | –    | –    | –    | –    | –    | –    |
| Giro d’ItaliaGiro     | 13   | 11   | 14   | 6    | –    | –    | –    | –    | –    | –    | –    | –    | –    | –    | –    |
| Tour de FranceTour    | –    | –    | 4    | 5    | DNF  | 9    | 9    | 28   | –    | 11   | –    | –    | –    | –    | DNF  |